# Zona Virtual
Zona Virtual fue un programa producido y transmitido por la antigua señal de cable argentina Magic Kids, perteneciente a Pramer. El programa fue producido y grabado en Buenos Aires por Promofilm.

## Historia
Empezó a transmitirse en septiembre de 2001 cuando Magic Kids se vuelve panregional. Durante su duración tuvo varios conductores.
En el programa se mostraban noticias, curiosidades, pequeños videos cómicos, innovaciones, etc. Este tenía un ambiente juvenil y aportaba una propuesta diferente ya que era una especie de café internet donde sus conductores se conectaban a internet y a medida que transcurría el tiempo se comunicaban vía messenger con los espectadores del programa, no solo de Argentina sino a nivel mundial y así entraban al foro del programa para discutir varios temas y enviarles mensajes a los conductores del programa para que fueran leídos al aire. También se recibían llamadas telefónicas para participar en juegos o retos. 
Zona Virtual se transmitía en vivo dos veces por día, de mañana y de tarde.

## Presentadores
Al inicio los conductores del programa fueron Chopper, Juliana Restrepo y Lionel Pecoraro. Posteriormente se sumaron varios presentadores entre ellos los más destacados Diego Topa, Ramiro Rodríguez y Harley García.
Zona Virtual deja de ser emitido a finales de 2005 cuando el canal cancela sus producciones propias.